# Битва под Ульмом
Битва под Ульмом (нем. Schlacht bei Ulm) — ряд боёв между армией Наполеона и австрийской армией фельдмаршал-лейтенанта Мака, происходивших 8—20 октября 1805 года, в ходе которых часть австрийской армии, продвинувшейся к Иллеру, была окружена французскими войсками и капитулировала. Битва при Эльхингене 14 октября 1805 года стала крупнейшим одиночным сражением в ходе этих боев за Ульм.

## Предыстория
В 1805 Великобритания, Австрия, Швеция и Россия образовали Третью коалицию против Наполеона. После того как Бавария вступила в союз с Наполеоном, Австрия двинула против неё 70-тысячную армию под командованием генерала К. Мака. Русская армия выступила из Польши на соединение с австрийцами. Союзники предполагали, что столкновение с Наполеоном произойдёт не в Германии, а в северной Италии, и их целью была защита Альп.

## Ульмский манёвр
Начиная кампанию 1805 года, Наполеон сумел добиться эффекта внезапности. Как писал Е. В. Тарле, — «Наполеон шёл необычайно быстрыми переходами, совершая обход с севера расположения австрийских войск на Дунае, левым флангом которых была крепость Ульм». Описывая подготовку к кампании 1805 года, английский историк Р. Делдерфилд отмечает: «В середине осени 1805 года французская армия устремилась в долину Дуная, и генерал К. Мак узнал о её появлении лишь тогда, когда французская кавалерия извернулась в гигантскую дугу, через которую никак не могли пробиться его разведчики, а французская пехота отрезала его от всех источников снабжения и подкреплений».

## План Наполеона перед Ульмом

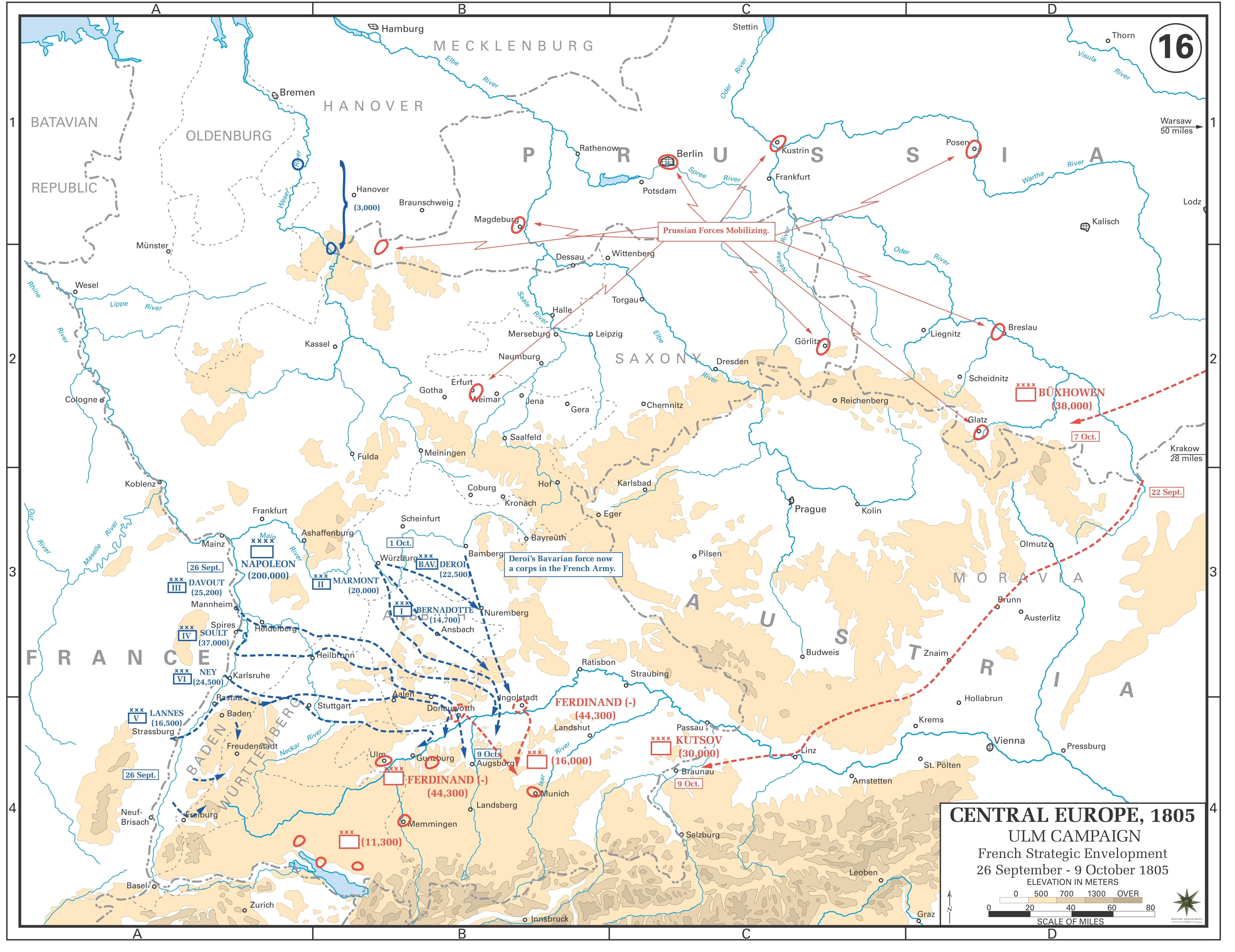
Развертывание сил перед сражением

24 сентября Наполеон расположил свои войска напротив находившегося в Ульме К. Мака между Страсбургом и Вайсенбургом. Он намеревался обойти правый фланг Мака и тем самым отрезать австрийскую армию от достигшей к тому времени Вены армии русских. Узнав об этом, Мак 7 октября изменил диспозицию, расположив свой левый фланг в районе Ульма, а правый — у Райна.
Однако французы, продолжая движение, переправились через Дунай у Нойбурга. Стремясь выйти из затруднительного положения, Мак попытался перейти Дунай в районе Гюнцбурга, но натолкнулся на 6-й корпус французов и, потеряв в бою 2 тысячи человек, отступил к Ульму.

## Катастрофа у Ульма

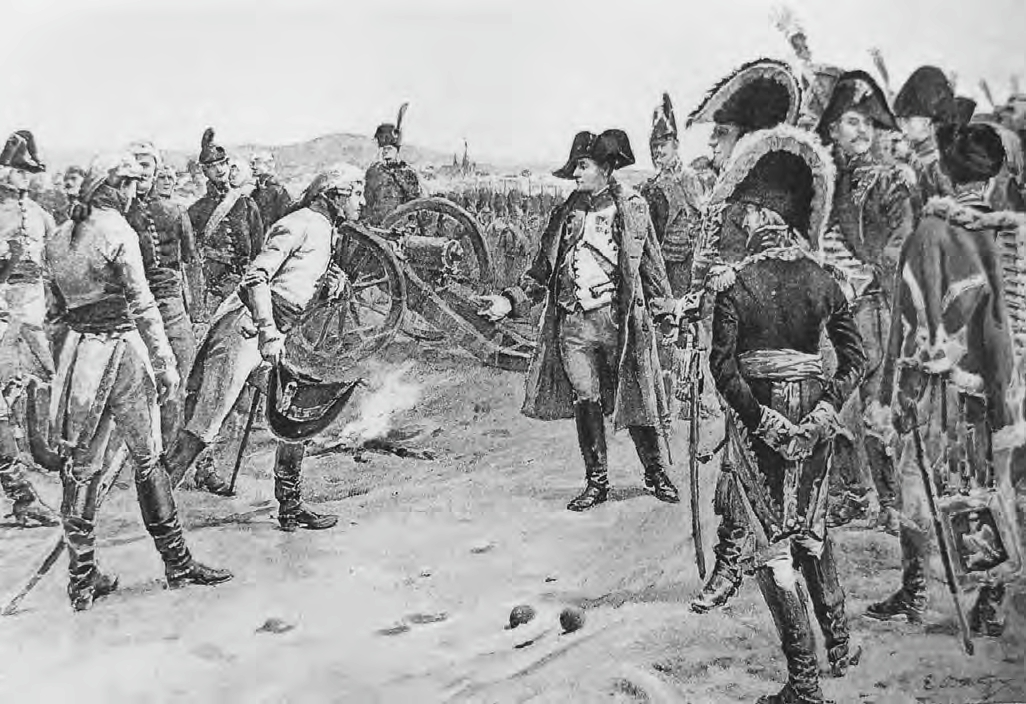
Мак сдается Наполеону при Ульме, Поль-Эмиль Бутиньи

8 октября Мак решил перейти к наступательным действиям. Он приказал армии сконцентрироваться вокруг Гюнцбурга в надежде прорвать позиции Наполеона. Мак приказал Ауффенбургу во главе дивизии из 5000 пехотинцев и 400 кавалеристов двигаться из Гюнцбурга в Вертинген в рамках подготовки к отступлению австрийцев из Ульма. Ауффенбург вскоре столкнулся с кавалерийскими частями Мюрата. Эти части начали атаковать австрийские позиции, и к ним присоединились гренадеры Удино, которые обошли австрийцев с севера и запада. Ауффенбург попытался отступить на юго-запад, но делал это слишком медленно: его силы были уничтожены, а тысяча или две взяты в плен. Бой при Вертингене был одной из самых легких побед французов.
Операции в Вертингене убедили Мака, что ему следует перебраться на левый берег Дуная, а не идти на прорыв прямо на восток вдоль правого берега. Тем временем Ней отправил 3-ю дивизию Малера в Гюнцбург для захвата мостов. Походная колонна этой дивизии встретила на пути отряд тирольских егерей и захватила 200 из них. Австрийцы осознали ситуацию и усилили свои силы в районе Гюнцбурга тремя пехотными батальонами и 20 орудиями. Дивизия Малера предприняла несколько атак, но они были отбиты. Мак отправил генерала Дьюлаи с семью пехотными батальонами и четырнадцатью кавалерийскими эскадронами для ремонта поврежденных в боях мостов, но тем временем 59-й французский пехотный полк, прибывший с опозданием, атаковал на марше и отбросил австрийцев. После ожесточенного боя французам удалось захватить плацдарм на правом берегу реки. Пока бой у Гюнцбурга ещё продолжался, Ней послал 2-ю дивизию Луазона для захвата слабо защищенных мостов через Дунай в Эльхингене. Потеряв большую часть переправ через Дунай, Мак повернул свою армию обратно к Ульму.
32-й пехотный полк дивизии Дюпона, двигаясь из Хаслах-им-Кинцигталь в сторону Ульма, наткнулся на четыре австрийских полка, оборонявших деревню Больфинген. Французы предприняли несколько атак, но австрийцы все их отбили. Тогда австрийцы бросили к Юнгингену больше пехоты и кавалерии, намереваясь с этой стороны нанести решающий удар корпусу Нея, отрезав дивизию Дюпона. Дюпон опередил австрийцев, неожиданно нанеся удар по Юнгингену и взяв в плен более тысячи вражеских солдат. Австрийская контратака отбросила его к Хаслаху, откуда французы не дали себя выбить. После боя при Хаслах-Юнгингене Наполеон точно знал, что основные австрийские силы находятся в Ульме. Соответственно, он направил корпус Сульта к реке Иллер, а это означало, что армия Мака столкнулась с четырьмя пехотными корпусами и одним кавалерийским корпусом; Даву, Бернадот и баварцы все ещё были в Мюнхене. Наполеон начал перебрасывать войска к северу от Ульма, потому что рассчитывал дать полевое сражение, а не осаждать город. Такие его директивы привели к столкновению под Эльхингеном 14 октября.
Ещё 13 октября Мак послал две колонны войск для подготовки прорыва на севере: одну под командованием генерала Райша в сторону Эльхингена для отбития мостов, а другую под командованием генерала Вернека направил на север. Ней, который торопился вступить в контакт с Дюпоном, повел свои войска к югу от Эльхингена, где столкнулся с австрийцами и немедленно атаковал. Лесистая и болотистая местность постепенно поднималась к Эльхингену, лежащему на вершине холма. Французы столкнулись с австрийскими пикетами, и один из полков атаковал в штыки и захватил монастырь. После победы над австрийской кавалерией в первом бою пехота Риша начала бежать; за свою блестящую победу Ней позже получил почетный титул «герцога Эльхингенского».
Тем временем дела в австрийском штабе шли неважно. Эрцгерцог Фердинанд начал открыто критиковать командный стиль и нерешительность Мака, обвиняя его в том, что он проводит дни, отдавая противоречивые приказы, вызывая бессмысленные марши армии взад и вперед.
Дальнейшие боевые действия произошли 14 октября. Войска Мюрата соединились с Дюпоном в Альбеке и атаковали Вернека. Французы разгромили австрийцев и оттеснили их на север, в сторону Хайденхайма. Ночью оба французских корпуса появились в районе австрийского военного лагеря в Михельсберге, как раз перед Ульмом. Мак оказался в безвыходном положении: выхода на север не было, ибо французская гвардия уже находилась в пригородах Ульма к югу от реки, а Сульт шёл из Меммингена, чтобы помешать австрийцам отступить на юг, к Тиролю. Разногласия внутри австрийского штаба усугубили проблему; Фердинанд наконец во главе всей - насчитывающей 6000 сабель - кавалерии попытался вырваться из окружения. Преследование кавалерии Мюрата было настолько эффективным, что только 11 эскадронам удалось добраться до войск Вернека в Гейденхайме. Мюрат не остановился на преследовании и беспокоил Вернека, пока 19 октября не заставил его капитулировать вместе с восемью тысячами человек в Трохтельфингене; Мюрат также захватил весь австрийский обоз из 500 фургонов, затем бросился в сторону Нойштадта, где взял в плен ещё 12 000 австрийцев.
Ситуация в Ульме созрела для завершения. 15 октября 1805 года войска Нея захватили лагерь Михельсберг, а на следующий день французская артиллерия начала обстрел города. Боевой дух в австрийских рядах был настолько низок, что Мак понял, что надежды на спасение нет. Потрясённый австрийский генерал попросил начальника штаба маршала М. Нея, генерала А. Дютайи, о 8-дневном перемирии, пообещав сдаться, если за это время не подойдёт русская армия. На деле Мак получил не более 3—5 дней перемирия, по истечении которых он сдался в плен с 30-тысячным войском. Около 20 тысяч спаслись бегством, а 10 тысяч были убиты или ранены, остальные попали в плен. Потери французов составили 6 тысяч убитых и раненых. Спустя месяц войска Наполеона вошли в оставшуюся без защиты Вену.
Прокламация Наполеона

Солдаты Великой армии, я обещал вам большое сражение. Однако благодаря дурным действиям противника, я смог добиться таких же успехов без всякого риска… За две недели мы завершили кампанию.
Оригинальный текст (фр.)
Soldats de la Grande Armée, je vous ai annoncé une grande bataille. Mais grâce aux mauvaises combinaisons de l’ennemi, j'ai pu obtenir les mêmes succès sans courir aucun risque… En quinze jours, nous avons fait une campagne 

— Бюллетень Великой армии от 21 октября 1805 года